# Саковка (река)
Саковка — река в России, протекает в Великоустюгском районе Вологодской области. Устье реки находится в 63 км по левому берегу реки Юг. Длина реки составляет 12 км.
Исток реки находится в 5 км к юго-востоку от деревни Теплогорье. Генеральное направление течения — северо-запад, русло извилистое. В среднем течении река протекает деревни Саково и Подугорье, а также огибает с юга центр сельсовета, деревню Теплогорье. В нижнем течении выходит на пойму реки Юг, где впадает в неё у деревни Дерново. Именованых притоков не имеет, ширина реки на всём протяжении не превышает 10 м.

## Данные водного реестра
По данным государственного водного реестра России и геоинформационной системы водохозяйственного районирования территории РФ, подготовленной Федеральным агентством водных ресурсов:
- Бассейновый округ — Двинско-Печорский
- Речной бассейн — Северная Двина
- Речной подбассейн — Малая Северная Двина
- Водохозяйственный участок — Юг
- Код водного объекта — 03020100212103000011641